# KH-13
KH-13（キーホール13、Key Hole 13）とは米国の画像偵察衛星の最新シリーズに付けられた通称であり、アメリカ合衆国の軍事宇宙関係の計画に関心がある人々が使用している。
KHシリーズは1959年のコロナから始まる米国の偵察衛星の代表的なシリーズの通称であり、KH-13はその最新のものを指している。
KH-13はKH-12の想定上の後継シリーズである。KH-12が最後に打ち上げられたのは1999年である。これらの衛星に関することはすべてアメリカ合衆国の秘密事項であり、こういった事に関心があって、KH-13という名称を使う人々も、これが本当の名前では無いことは承知している。KH-13は、もしかすると違うかもしれないが、おそらく8Xプロジェクトのことだと考えられている。8Xプロジェクトは後に名が変えられてEIS（Enhanced Imaging System）と呼ばれることになる。ステルス技術が使われているかは不明である。ある人たちは、KH-13は8X/EISではないと言っている。関心がある人たちは、最新の偵察衛星は、赤外線、またはレーダーを拡張部分に組み込んだKH-12の向上形だと推測している。KH-13はこれまでの同様の衛星、たとえばKH-11がそうであったと思われていたように、ハッブル宇宙望遠鏡と同じ形をしているのでないかと考えられている。